# Empis caeligena
Empis caeligena är en tvåvingeart som beskrevs av Axel Leonard Melander 1902. Empis caeligena ingår i släktet Empis och familjen dansflugor.
Artens utbredningsområde är Alabama. Inga underarter finns listade i Catalogue of Life.